# Cornerback

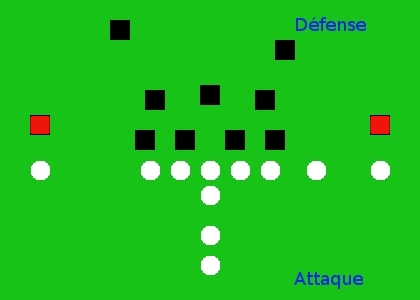
O cornerback, em vermelho, posicionado na formação 4-3. As vezes um terceiro CB entrará em campo para marcar um WR extra. Esse cornerback extra é chamado Nickelback.

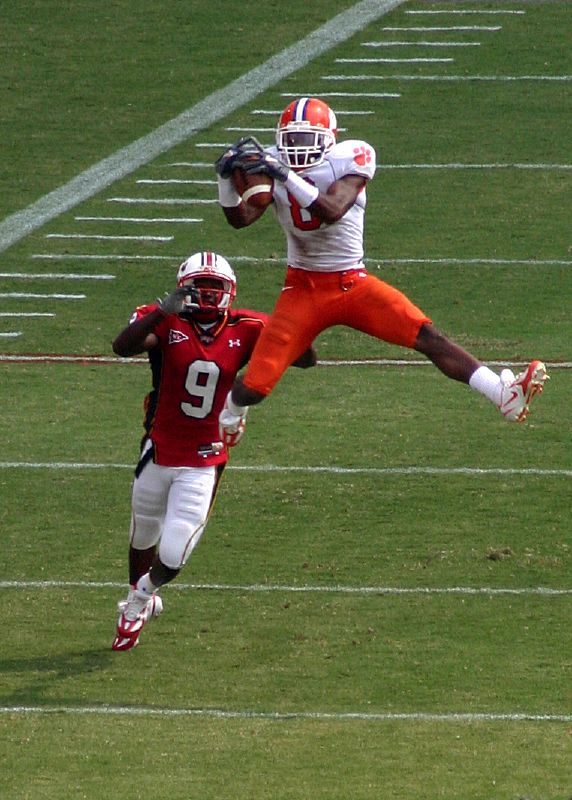
Um CB fazendo uma interceptação.

O Cornerback (CB) (também chamado de corner) é um jogador de secundária ou também defensive back field do futebol americano dos Estados Unidos e do Canadá. Cornerbacks são responsável por cobrir os receivers, e também defendem contra corridas, fazem os tackles e também podem atacar o quarterback adversário junto com outros membros do defensive backfield incluindo os safeties e os linebackers. A posição de cornerback requer velocidade e agilidade. Um bom cornerback tem que ser rápido em adivinhar o que o quarterback adversário fará e saber ler bem a rota dos recebedores, ficando na defesa single (marcação mano-a-mano) e na zone coverage (defesa zona), atrapalhando as rotas dos recebedores tentando intercepta-lo, e também servindo no bloqueio e fazendo, é claro, os tackles.

## Nickelback
O nickelback é um cornerback que serve como quinto (em adição ao tradicional formato com 4) defensive back atuando na defesa. Uma base defensiva padrão tem quatro defensive backs, que consiste em dois cornerbacks e dois safeties. Com um back extra sendo este o quinto é dado o termo "nickel", que é o mesmo nome dado a moeda de 5 centavos nos Estados Unidos e no Canadá. Normalmente o nickelback tomará o lugar do linebacker, então se o time está na formação 4-3, teria então quatro homens de linha defensiva, apenas dois linebackers e cinco defensive backs criando uma formação 4-2-5.

## Dimeback
O dimeback é um cornerback que serve como sexto defensive back (quarto cornerback no caso) na defesa. O terceiro cornerback na defesa, como visto acima, é o nickelback. A função do dimeback é normalmente reservada a um backup cornerback (um reserva) que não atua como titular. Dimebacks são jogadores rápidos pois eles precisam acompanhar a jogada na cobertura do passe que na formação ofensiva teria pelo menos 3 wide receivers em campo.